# Magnolia schiedeana
Magnolia schiedeana är en magnoliaväxtart som beskrevs av Schltl. Magnolia schiedeana ingår i släktet Magnolia och familjen magnoliaväxter. Inga underarter finns listade i Catalogue of Life.